# Discestra infraina
Discestra infraina är en fjärilsart som beskrevs av Adrian Hardy Haworth 1802. Discestra infraina ingår i släktet Discestra och familjen nattflyn. Inga underarter finns listade i Catalogue of Life.